# کریستاپور میکائلیان
کریستاپور میکائلیان (به ارمنی: Քրիստափոր Միքայէլեան) یکی از بنیانگذاران حزب فدراسیون انقلابی ارمنی در سال ۱۹۰۵ در حین آزمایش بمبی در کوهستانی در بلغارستان در سن ۴۵ سالگی کشته شد.

## نگارخانه

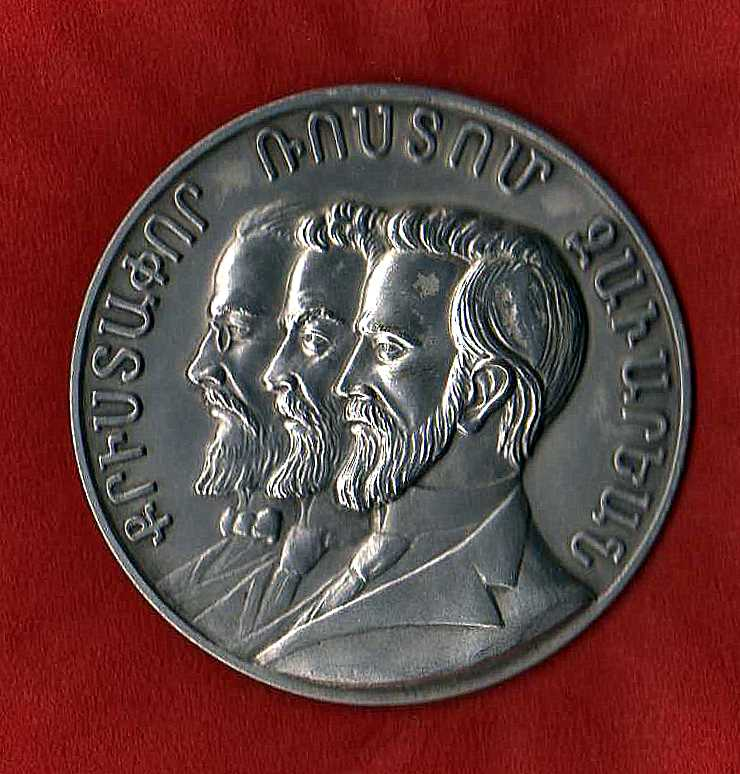
یادبود بنیانگذاران حزب فدراسیون انقلابی ارمنی
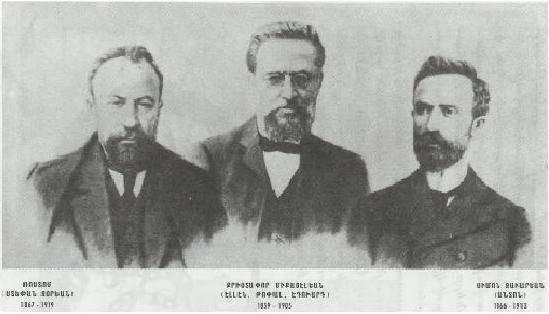
بنیانگذاران حزب فدراسیون انقلابی ارمنی